# Petrykivský rajón
Petrykivský rajón (ukrajinsky Петриківський район) byl rajón v Dněpropetrovské oblasti na Ukrajině. Hlavním městem byla Petrykivka a rajón měl přibližně 25 tisíc obyvatel. 

## Sídla v rajónu
- Kurylivka
- Mykolajivka
- Petrykivka